# Massimo Dutti
Massimo Dutti, nome legal de Massimo Dutti, S.A é uma marca espanhola de média-costura, prêt-à-porter, joalharia e perfume fundada em 1985.

## História
Em 1991, a Inditex adquiriu 65% das ações, tendo posteriormente adquirido a totalidade da empresa. Desde então a Massimo Dutti diversificou a sua oferta e vende roupa para senhora e criança, assim como perfumes. Tem cerca de 494 lojas em 26 países do mundo. 
Os escritórios da Massimo Dutti são em Barcelona, Espanha, ao contrário dos da Inditex que são localizados em Arteixo, na Galiza, em Espanha.
Sob a marca Massimo Dutti também se comercializam perfumes em colaboração com a companhia espanhola Puig.